# Vitor Bueno
Vitor Frezarin Bueno dit Vitor Bueno, né le 5 septembre 1994 à Monte Alto au Brésil, est un footballeur brésilien qui évolue au poste d'ailier à l'Athletico Paranaense.

## Biographie

### Débuts professionnels
Vitor Bueno arrive au Santos FC en juillet 2015, dans un premier temps pour renforcer l'équipe réserve du club. Il est toutefois promu en équipe première dès le mois d'août suivant, l'entraîneur Dorival Júnior ayant été convaincu par ses prestations à l'entraînement. Il fait ses débuts le 17 septembre 2015 en championnat, face à l'Atlético Mineiro. Il entre en jeu à la place de Ricardo Oliveira et se distingue en délivrant une passe décisive, contribuant à la victoire des siens sur le score de quatre buts à zéro.
Lors de la saison 2016, il se met en évidence en inscrivant dix buts en Serie A. Par la suite, en 2017, il inscrit trois buts en Copa Libertadores avec Santos.
Le 2 août 2018, Vitor Bueno est prêté au club ukrainien du Dynamo Kiev. Il ne fait toutefois que trois apparitions avec le Dynamo.

### São Paulo FC
Le 3 avril 2019, Vitor Bueno est prêté au São Paulo FC. Il joue son premier match sous ses nouvelles couleurs en championnat, contre le Botafogo FR, le 27 avril 2019, et son équipe s'impose sur le score de deux buts à zéro.
Le 11 décembre 2019, Vitor Bueno s'engage définitivement avec São Paulo.

### Athletico Paranaense
En février 2022, Vitor Bueno s'engage en faveur de l'Athletico Paranaense.
Il inscrit ses deux premiers buts pour l'Athletico Paranaense le 20 avril 2022, à l'occasion d'une rencontre de coupe du Brésil face au Tocantinópolis Esporte Clube (en). Il est titularisé et participe à la victoire de son équipe par cinq buts à deux.